# Hästfärg

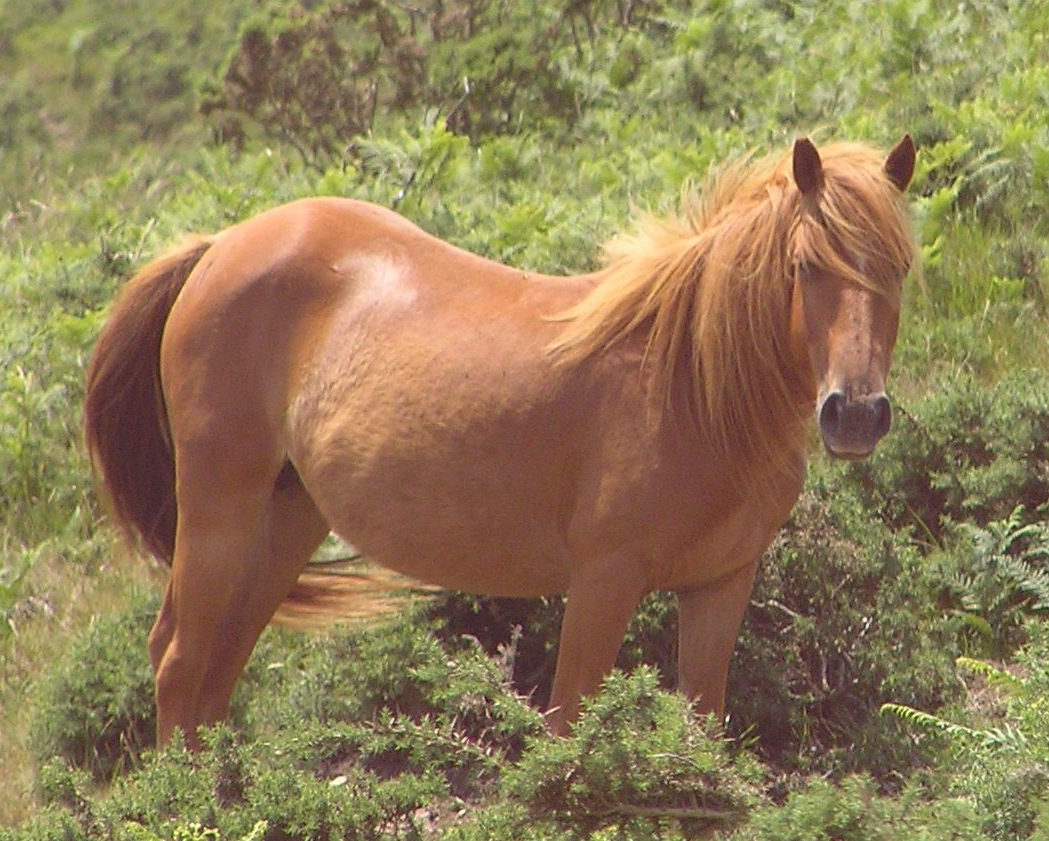
Fuxfärgad pottok.

En hästfärg är ett namn som sammanfattar en hästs hela färgteckning. Vissa hästraser har inte vissa färger, medan vissa raser alltid har en viss färg, exempelvis är Cleveland bay alltid bruna och frieserhästar är alltid svarta. En del raser och typer är enbart avlade för sin färg och behöver inte ha ett helt exakt enhetligt utseende, till exempel palominon eller painthästen.

## Grundfärger
Alla hästar har i grunden en grundfärg. Det finns tre grundfärger: fux, svart och brun. Dessa grundfärger kan sedan spädas ut, brytas upp eller på annat sätt modifieras av olika anlag. En häst kan ha flera olika anlag på samma gång, till exempel kan den vara stickelhårig skäck, eller black isabell, eller tigrerad skäck. 
En fuxfärgad är rödaktig i pälsen med röd man och svans och nyansen kan variera kraftigt. Det finns många olika namn som använts för de olika nyanserna genom tiderna som guldfux, svettfux och eldfux. Det finns även fuxar med ljusare man och svans vilka kan kallas flax- eller linfux.

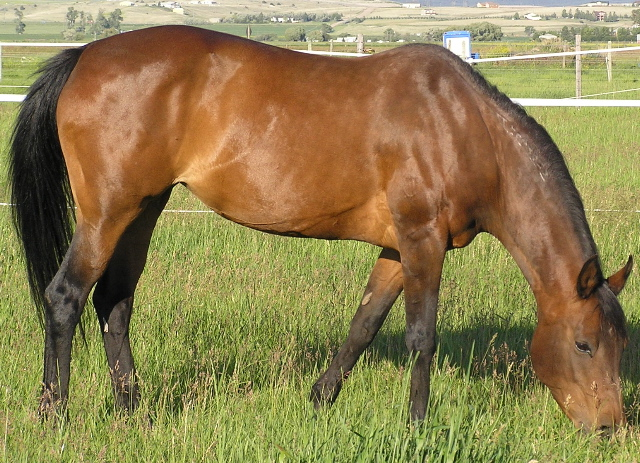
Brunt sto.

Bruna hästar har en brun hårrem som kan variera från riktigt ljus till nästan svart och har svart man och svans och även svarta ben. Den bruna färgen är den vanligaste färgen hos hästar. Ibland kan hårremmen vara lätt apelkastad med ljusare eller mörkare fläckar i den bruna färgen. En svartbrun häst är svart med tydligt bruna partier på mjukdelarna som mulen och ljumskar, jämför "black and tan" på hundar. 
En svart häst har alltid svart hårrem och svart man och svans. En häst som har en helt kolsvart hårrem utan blekta hår kallas rapp, dessa tros vara homozygota för svartanlaget. Svarta hästar kan blekas av solen och se bruna ut, genetiskt är de dock fortfarande svarta.  

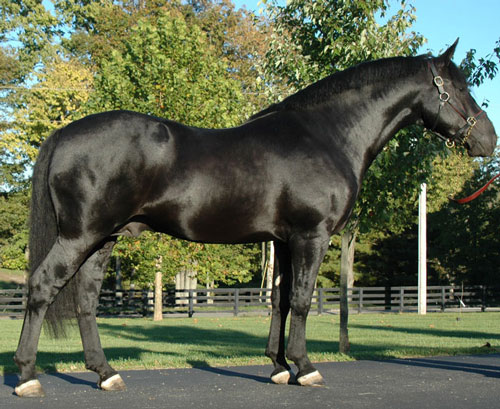
Svart irish draught.

 Tillsammans med skimmel utgör grundfärgerna den kategori som kallas "hela färger".  Fläckar och prickar som hos en skäck eller tigrerad häst kallas "brokiga färger". 

## Viltfärger

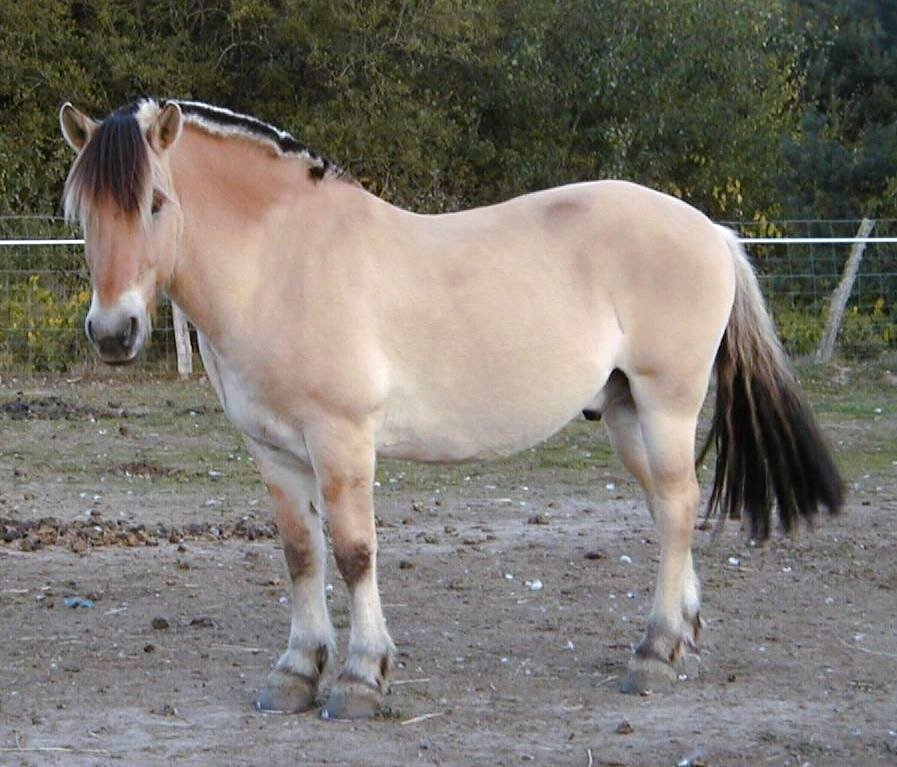
Den norska fjordhästen är alltid black, hästen på bilden är brunblack.

Det finns ett anlag som ger "vildhästfärg", kallad black, då bleks standardfärgen och blir ljusare, vanligast är en gråbrun eller beige färg i pälsen. De får då även en ål (mörk strimma längs ryggraden) och ibland zebraränder på framknäna (carpus), hasorna och ibland även i pannan.
Viltbrun är en form av den bruna färgen men då har de oftast mindre svart på benen och en ljusare nyans i hårremmen. 
Viltfärgerna har fått sitt namn eftersom de är en typisk primitiv färg som härstammar från hästarnas förfäder och är vanligast hos äldre, primitivare raser som oftast avlats fram vilt eller halvvilt.

## Utspädningsfärger
Det finns ett antal olika anlag som späder ut de olika grundfärgerna. De olika anlagen får olika effekt beroende på om hästen har fux, brun eller svart som grundfärg. 

### Gulanlag
Detta är det anlag som bleker fux till isabell, brun till gulbrun och svart till gulsvart. Gulsvarta hästar går inte att skilja från vanliga svarta hästar. 
I dubbel upplaga bleks färgen ännu mer och syns tydligt även på svart grundfärg. Dessa hästar föds nästan vita med rosa hud och blå ögon. Detta har tidigare felaktigt kallats för albino. 
En fux med dubbla gulanlag kallas gulvit och har ljusa, cremefärgade täckhår med en svag pigmentering i man, svans och på hovar. Denna färg kallas ibland även cremello, En brun häst med dubbla gulanlag kallas för pärlvit och har ljusa, cremefärgade täckhår med samma färg i man, svans och på hovar. Denna färg kallas ibland även perlino. Dubbla gulanlag på en svart grundfärg kallas rökvit och kallas ibland för smoky cream. Fenotypen mellan de tre dubbelgula varianterna överlappar och det går inte med blotta ögat avgöra vilken grundfärg hästen har. I sällsynta fall kan man avgöra grundfärgen på nyfödda hästar, då pärlvita har något mörkare man, svans och öronspetsar medan rökvita har en mer jämnt mörk färg. 

### Pearl
Pearl är ett anlag som delar locus med gulanlaget. En häst kan alltså inte vara homozygot för både pearl och gult, utan prl/prl, Cr/prl eller Cr/Cr är de kombinationerna som fungerar. Pearl syns inte alls i heterozygot form, utan måste antingen paras med gult (som skapar en pseudo-dubbelgul) eller att hästen har två kopior av pearl. Pearl i homozygot form eller kombinerat med gult kan bleka både rött och svart pigment, men inte i samma utsträckning som gult kan. Pearl återfinns i Iberiska hästar som PRE, Lusitano samt amerikanska raser som Quarterhäst och Amerikansk Paint.

### Silver
Silveranlaget är enkelt dominant och betecknas Z. Anlaget bleker bara svart pigment och syns därför inte alls på fuxar utan enbart på brun och svart grundfärg. Silver finns hos till exempel islandshästar, shetlandsponnyer och svensk ardenner. 
En brun häst med silveranlag kallas för silverbrun och en svart för silversvart. Den silverbruna hästen får en ljus man och svans i närmast halmgul eller grå nyans samtidigt som täckhåren blir röda eller rostfärgade. Den silversvarta hästen har samma ljusa man som den silverbruna men täckhåren någonstans mellan svartbrun och musgrå. 

### Champagne
Champagne är en utspädningsfärg som framförallt finns hos en del amerikanska raser så som Mustang och Quarterhäst. Anlaget är dominant och bleker både rött och svart pigment. Svart pigment bleks till brunt och rött till gult. 

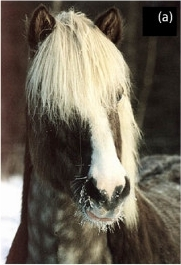
Silversvart är en färg som ger hästarna en silverfärgad man och svans.

## Skimmelfärger

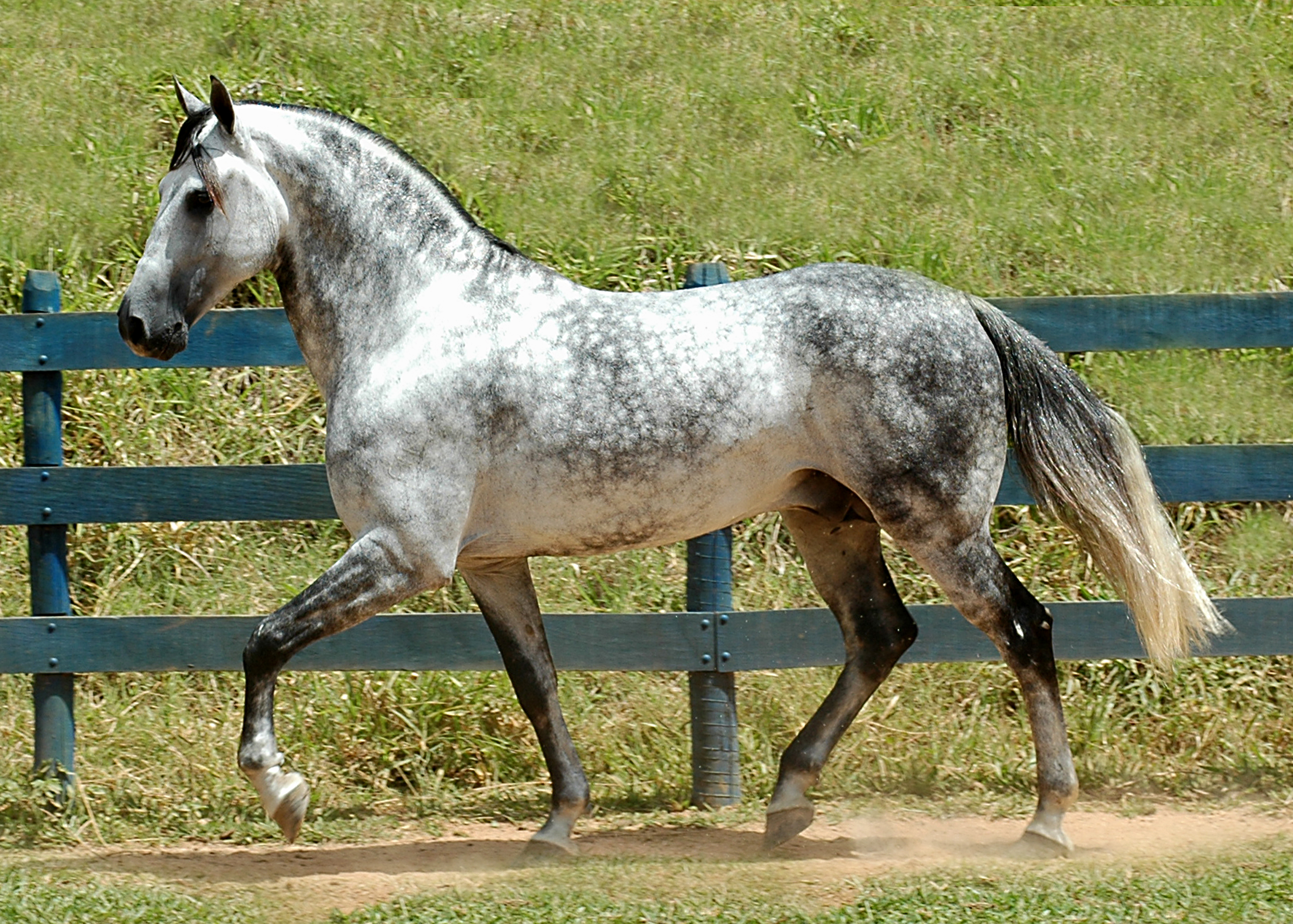
Skimmelfärgad och apelkastad mangalarga marchador.

Skimmelfärger brukar även kallas blandade färger. En avblekbar skimmel föds med sin grundfärg och bleks med åren till vit. En konstantskimmel är ett annat anlag där kroppen är grå/vit medan huvud och ben behåller grundfärgen. Ett annat namn är färgväxlare då de byter färg efter säsongerna. Hästar kan ha båda dessa anlag samtidigt, då är hästen först färgad som konstantskimmel men med åren bleknar även huvud och ben. En stickelhårig häst har insprängda vita hår i pälsen, mest koncentrerade på korset (högst upp på bakdelen) och minst i ansiktet och på benen. 
En skimmel skall benämnas efter vilken grundfärg hästen hade vid födseln. Exempel på detta är skimmel född svart. Konstantskimlar benämns efter grundfärgen, till exempel brunskimmel, rödskimmel fux, isabellskimmel och så vidare. Blåskimmel är ett gammalt namn för svartskimlar.[källa behövs]

## Brutna färger

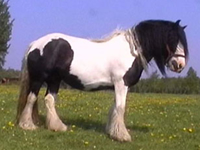
Svart tobiano-skäckfärgad tinker.

En bruten färg hos en häst är när hårremmen består av fläckar eller prickar i vitt och någon av standardfärgerna. En skäck har stora fält i vitt och i sin standardfärg, oftast brunt eller svart eller i enstaka fall grått eller bork. Skäck är ett samlingsnamn för flera anlag som skapar vita fält på hästen. Om genen är kartlagd benämns den efter sitt namn. De skäckanlag som är identifierade är: 
- Tobiano (To)
- Sabino (Sb1)
- Splashed white 1-6
- Frame overo (LWO)
- Dominant white (W1-W32)

Utöver de anlag som är kända dyker det ständigt upp nya mutationer.

### Tobiano
Är en dominant gen som orsakas av en kromosomal inversion på ECA3 där genordningen på nästan en tredjedel av kromosomen vände sig under en genetisk rekombination. Genen uppskattas vara runt 3 500 år gammal, och är distribuerad genom många raser i världen. Tobiano är beläget i närheten av KIT-genen på kromosom 3. Andra anlag som finns på KIT är konstantskimmel (en: Roan), Sabino och Dominant White.  

### Tigrering

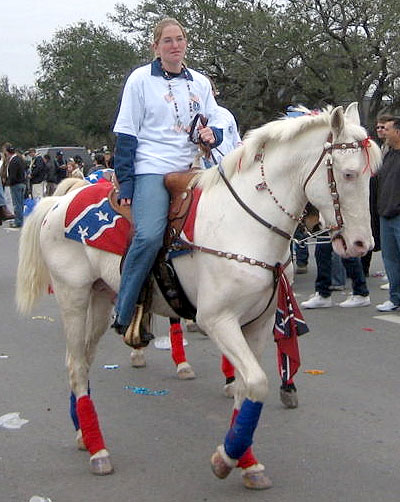
Cremellofärgad häst.

En tigrerad häst har prickar i sin standardfärg, ibland få prickar på en helt vit botten, och ibland enbart ett mindre vitt fält på bakdelen med prickar av standardfärgen i. Det finns även rapporterade fall av hästar som har haft vita prickar på färgad botten men detta är väldigt ovanligt. Ibland kan hästar ha både stora fält som hos skäcken och prickar som hos en tigrerad häst och genom genetiska prov kan man bestämma vilket anlag hästen bär på. I de flesta fall är dessa hästar skäckar. 

## Ovanliga färger
I väldigt få enstaka fall föds hästar med riktigt ovanliga färger som då oftast beror på olika genetiska anlag som förändrar en standardfärg på någon punkt. Islandshästar är kända för att ha speciella färger som oftast inte existerar hos andra raser. 
Helt vita hästar med svart man och svans är väldigt ovanligt, men existerar. Även svarta hästar med vit man och svans har rapporterats. Dessa två är dock oftast en variant av skäck, även om de vita eller färgade fälten inte framträder. Hos vissa tigrerade hästar har man fått föl som har haft vita prickar på färgad botten, något som är mycket ovanligt. 
Brindlefärgade hästar är hästar som har en randig eller marmorerad päls i två eller tre matchande nyanser av antingen brunt, svart eller grått. Denna färgen hos hästar beror oftast på chimärism, när hästen har två uppsättningar DNA i kroppen, men det finns vissa fall där brindle-föräldern nedärver sin färg. Brindle är dock otroligt ovanligt bland hästar och den första dokumentationen om Brindlefärgade hästar är från så sent som 1942.
Mushroom är en "färg" som har börjat dyka upp allt oftare hos shetlandsponnyn, den är dock inte så ny då det finns noteringar av hästar men en udda färg från början av 1900-talet. Mushroom bleker det röda pigmentet i hästens päls.

## Tecken

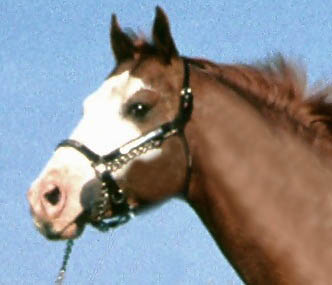
Hästar kan ha stora eller små tecken på benen eller i ansiktet. Ibland kan flera tecken finnas hos hästen samtidigt.

Tecken i ansiktet är vanliga, till exempel snopp, lykta, bläs, strimbläs och stjärn. Det finns olika former av tecknet stjärn. Skjuten stjärn brukar oftast finnas tillsammans med snopp. Ringstjärn är ett mindre vanligt tecken. 
Tecken på benen förekommer också, till exempel strumpor av olika längder och vita ringar runt hovranden eller upp till kotan.